# 호박갱

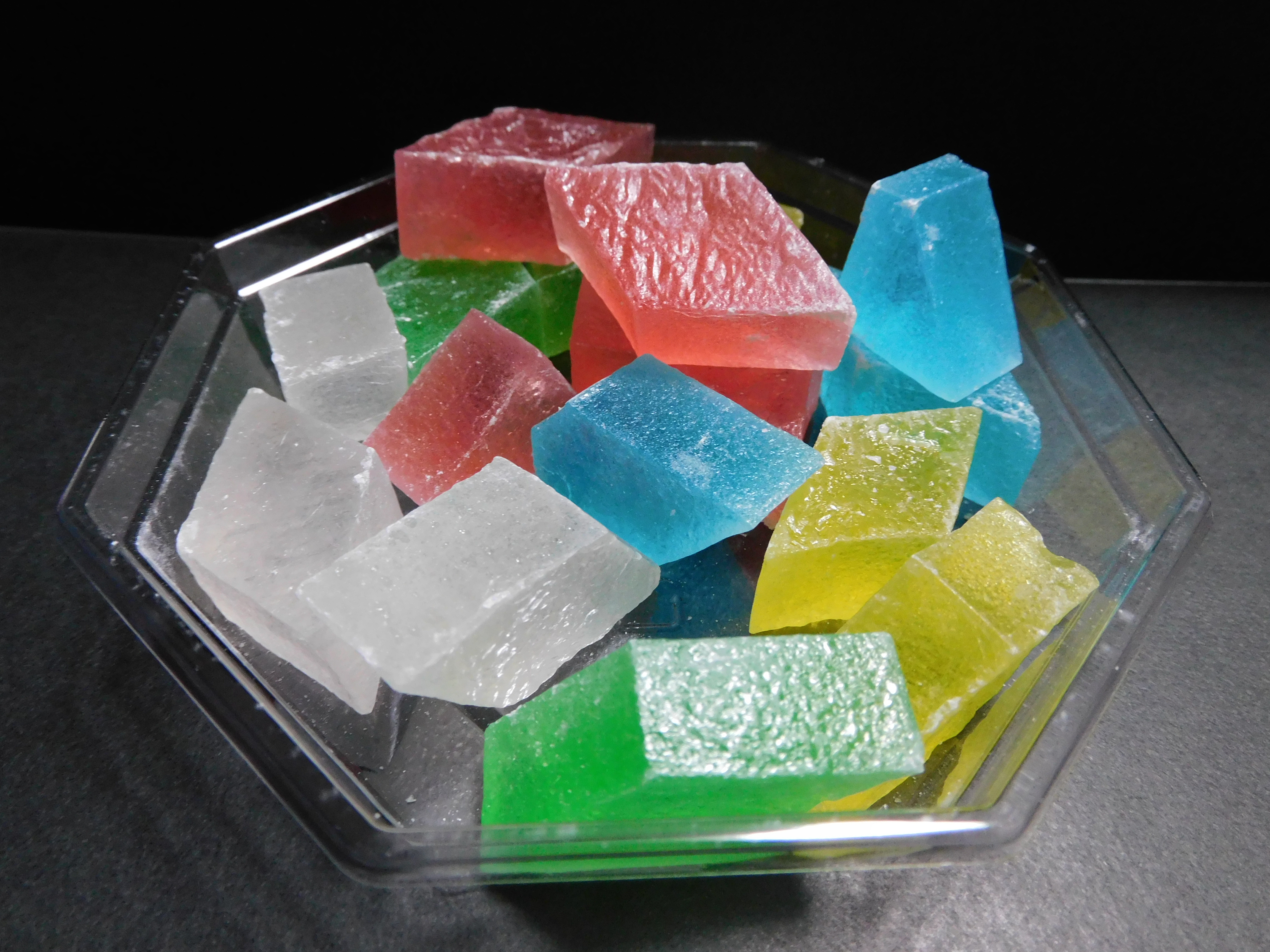

호박갱(일본어: 琥珀羹 코하쿠칸[*])은 끓여 녹인 한천에 설탕, 물엿 등 감미료를 더해 굳힌 과자다. 치자 색소를 이용해 투명한 한천을 호박색으로 착색할 수 있었기에 이런 이름이 붙었다. 일본이 원조로, 에도 시대에는 금옥갱(金玉羹)이라고 했다.